# Гартс оф Оук
«Гартс оф Оук» (англ. Accra Hearts of Oak Sporting Club) — ганський футбольний клуб з міста Аккра. Виступає в Чемпіонаті Гани. Заснований 11 листопада 1911 року. Домашні матчі проводить на стадіоні «Охене Джан», що вміщує 40 000 глядачів.

## Історія
«Гартс оф Оук» є одним із двох стовпів клубного футболу Гани поряд із іншим місцевим грандом — клубом «Асанте Котоко» з Кумасі. «Дубові серця» стали другим і поки останнім клубом з Гани, якому вдалось здобути перемогу у Лізі чемпіонів та єдиним, кому удавалось перемагати в інших континентальних турнірах — Кубку Конфедерації та Суперкубку.

## Здобутки

### Місцеві
- Чемпіон Гани — 20 (1956, 1958, 1961/62, 1971, 1973, 1976, 1978, 1979, 1984, 1985, 1989/90, 1996/97, 1997/98, 1999, 2000, 2001, 2002, 2004/05, 2006/07, 2008/2009)
- Володар Кубку Гани — 9 (1973, 1974, 1979, 1981, 1989, 1993/94, 1995/96, 1999, 2000)

### Міжнародні
- Ліга чемпіонів КАФ (1)
  - Переможець: 2000
- Кубок Конфедерації КАФ (1)
  - Переможець: 2004
- Суперкубок КАФ (1)
  - Переможець: 2000/2001

## Відомі гравці
- Ларі Кінгстон
- Самуель Джонсон
- Стівен Аппіа